# Wielersport op de Olympische Zomerspelen 2020 – Koppelkoers mannen
De koppelkoers voor mannen op de Olympische Zomerspelen 2020 vond plaats op zaterdag 7 augustus 2021 in de Velodroom van Izu.  Dit onderdeel keerde terug, het werd voor het laatst in 2008 gehouden. 

## Resultaten
| rang   | naam                               | land             | punten |
| ------ | ---------------------------------- | ---------------- | ------ |
| Goud   | Lasse Norman Hansen Michael Mørkøv | Denemarken       | 43     |
| Zilver | Ethan Hayter Matthew Walls         | Groot-Brittannië | 40     |
| Brons  | Benjamin Thomas Donavan Grondin    | Frankrijk        | 40     |
| 4      | Kenny De Ketele Robbe Ghys         | België           | 32     |
| 5      | Yoeri Havik Jan-Willem van Schip   | Nederland        | 17     |
| 6      | Sebastián Mora Albert Torres       | Spanje           | 14     |
| 7      | Robin Froidevaux Théry Schir       | Zwitserland      | 8      |
| 8      | Szymon Sajnok Daniel Staniszewski  | Polen            | 0      |
| 9      | Roger Kluge Theo Reinhardt         | Duitsland        | -6     |
| 10     | Simone Consonni Elia Viviani       | Italië           | -9     |
| 11     | Campbell Stewart Corbin Strong     | Nieuw-Zeeland    | -17    |
| 12     | Kelland O'Brien Leigh Howard       | Australië        | DNF    |
| 12     | Adrian Hegyvary Gavin Hoover       | Verenigde Staten | DNF    |
| 12     | Andreas Graf Andreas Müller        | Oostenrijk       | DNF    |
| 12     | Mark Downey Felix English          | Ierland          | DNF    |
| 12     | Michael Foley Derek Gee            | Canada           | DNF    |

2000: Brett Aitken & Scott McGrory ·
2004: Stuart O'Grady & Graeme Brown ·
2008: Juan Curuchet & Walter Pérez ·
2020: Lasse Norman Hansen & Michael Mørkøv ·
2024: Iúri Leitão & Rui Oliveira